# Domentijan
Călugărul Domentijan sau Domentian (în sârbă Доментијан; n. 1210, Regatul medieval al Serbiei – d. 1264), cunoscut și sub numele de Domentijan Hilandarul (Доментијан Хиландарац), a fost o figură majoră în literatura și filozofia sârbă medievală. A fost călugăr la Mănăstirea Hilandar și contemporan al Sfântului Sava. El l-a însoțit pe Sfântul Sava când acesta din urmă a vizitat Țara Sfântă. El a fost mult respectat de curtea regală, precum și de călugării de pe Muntele Athos. În esență Domentijan a fost un compozitor de imnuri religioase care a scris biografiile a doi sfinți sârbi, dar, de fapt, a glorificat monahismul și creștinismul.   
Ieromonahul Domentijan și-a început viața monahală în Mănăstirea Žiča fondată de Sava. Fără îndoială, un călugăr exemplar, Domentijan a fost ulterior trimis de curtea regală sârbă să i se alăture lui Sava la Hilandar. Acolo Sava i-a cerut lui Domentijan să-l însoțească în al doilea său pelerinaj la Ierusalim. 

## Biografia Sf. Sava
Biografia lui Domentijan despre Sfântul Sava, scrisă în cca. 1253 (anterioară biografiei Sf. Simeon Nemanja) a fost scrisă expres la ordinul curții regale a regelui Ștefan Uroš I, la șapte ani de la moartea lui Sava. Este o lucrare care prezintă viața Sfântului Sava, dar este și o apoteoză a monahismului.  

## Biografia Sf. Simeon
Pentru biografia sa despre Sf. Simeon, Domentijan a folosit materiale din lucrări ale unor autori precedenți. El a copiat liber din biografia lui Ștefan Nemanja; o treime din biografia sa anterioară despre Sfântul Sava; iar în Panegiric pentru Sf. Simeon, el a folosit câteva rânduri din Panegiric pentru Sf. Vladimir. 

## Moștenire
Domentijan a fost inclus pe locul 4 în lista și cartea din 1993 a celor mai proeminenți 100 de sârbi (în sârbă 100 најзнаменитијих Срба). Cartea cu cele 100 de biografii a fost redactată de membri ai Academiei Sârbe de Științe și Arte și anume Sava Vuković, Pavle Ivić, Dragoslav Srejović, Dejan Medaković, Dragomir Vitorović, Zvonimir Kostić, Vasilije Krestić, Miroslav Pantić și Danica Petrović.